# Jacques Hétu
Jacques Hétu (né à Trois-Rivières, le 8 août 1938, mort le 9 février 2010 à Montréal) est un compositeur québécois. Il est l’un des compositeurs canadiens les plus joués, tant au Canada qu’à l’étranger.

## Biographie
Entre 1956 et 1961, il étudie la composition au Conservatoire de musique de Montréal avec Clermont Pépin. De 1961 à 1963, il étudie la composition à l’École normale de musique de Paris avec Henri Dutilleux et suit les cours d’analyse d’Olivier Messiaen au Conservatoire de Paris. Après avoir enseigné la composition et l’analyse à l’Université Laval de Québec de 1963 à 1977, Jacques Hétu est professeur d’analyse musicale à l’Université du Québec à Montréal de 1979 à 2000.
Les œuvres de Hétu incluent cinq symphonies (dont la dernière, avec chœur, Liberté, est écrite sur un poème de Paul Éluard, et donnée en première audition en mars 2010) des concertos : flûte, hautbois et cor anglais, clarinette, basson, cor, trompette, trombone, piano, orgue, ondes Martenot, guitare, marimba et vibraphone, et un Triple concerto pour violon, violoncelle et piano : des œuvres pour orchestre dont Images de la Révolution, Le Tombeau de Nelligan, Variations concertantes et Légendes ; des œuvres pour voix et orchestre dont Les Abîmes du Rêve, la Missa pro trecentesimo anno, pour le tricentenaire de la naissance de J. S. Bach, un opéra, Le Prix, ainsi que plusieurs œuvres de musique de chambre.
Hétu accorde une place importante au lyrisme, à la poésie, à l'émotion et à la cohérence du discours ; il est également sensible à une plastique sonore et à la rigueur structurelle des contemporains. À l'intérieur des formes traditionnelles, il structure les éléments d'une manière cyclique découlant de la force d'affirmation du matériel thématique, de la rigueur de l'écriture et des exigences d'unité. Ses préoccupations récentes tendaient vers la simplification de son langage à travers un élargissement du cadre, et aussi vers une expression toujours plus lyrique. Les éléments de son style pourraient se définir ainsi : formes néo-classiques et expression néo-romantique dans un langage utilisant les techniques du XXe siècle.
Élu membre de la Société royale du Canada (1989), nommé Officier de l'Ordre du Canada (2001) et nommé Officier de l’Ordre national du Québec (2007), Jacques Hétu est intronisé en 2008 au Panthéon de la musique classique de Trois-Rivières, où une école de musique porte son nom.
Le compositeur meurt le 9 février 2010, à l'âge de 71 ans.

## Œuvres
- Toccata pour piano, opus 1, 1959
- Symphonie no 1 pour orchestre à cordes, opus 2, 1959
- Adagio et Rondo pour quatuor à cordes, opus 3, no 1, 1960
- Trio pour flûte, hautbois et clavecin, opus 3, no 2, 1960
- Adagio et rondo, opus 3, no 1, 1961, version pour orchestre à cordes
- Symphonie no 2, opus 4, 1961
- Prélude, opus 5, 1961
- Sonate pour deux pianos, opus 6, 1962
- Petite suite pour piano, opus 7, 1962
- Variations pour piano, opus 8, 1964
- Rondo pour violoncelle et orchestre à cordes, opus 9, 1965
- Quatre pièces pour flûte et piano, opus 10, 1965
- Le Prix de l'eau, 1966
- Variations pour violon, opus 11, 1967
- Double concerto pour violon, piano et orchestre, opus 12, 1967
- Quintette pour instruments à vent, opus 13, 1967
- L'Apocalypse, opus 14, 1967
- Quatre miniatures pour trio d'anches, 1967
- Concerto pour piano et orchestre, opus 15, 1969
- Cycle pour piano et instruments à vent, opus 16, 1969
- Passacaille, opus 17, 1970
- Symphonie no 3, opus 18, 1971
- Quatuor à cordes no 1, opus 19, 1972
- Les Clartés de la nuit (Émile Nelligan) pour voix et piano, opus 20, 1972
- Les Clartés de la nuit (Émile Nelligan) pour soprano et orchestre, opus 20A, 1986
- Fantaisie pour piano et orchestre, opus 21, 1973
- Les Djinns (Victor Hugo) pour double chœur, percussion et piano, opus 22, 1975
- Antinomie, opus 23, 1977
- Prélude et danse pour piano, opus 24, 1977
- Rondo varié pour violon, opus 25, 1977
- Nocturne pour clarinette et piano, opus 26, 1977
- Aria pour flûte et piano, opus 27, 1977
- Trois chansons folkloriques du Québec pour chœur à 3 voix a cappella, 1978
- Incantation pour hautbois et piano, opus 28, 1978
- Lied pour cor et piano, opus 29, 1978
- Ballade pour piano, opus 30, 1978
- Concerto pour basson et orchestre, opus 31, 1979
- Élégie pour basson et piano, opus 32, 1979
- Au pays de Zom, opus 33, 1980
- Mirages, opus 34, 1981
- Sonate pour piano, opus 35, 1982
- Interlude pour orchestre, 1982
- Les Abîmes du rêve (Émile Nelligan) pour voix de basse et orchestre, opus 36, 1980-1982
- Concerto pour clarinette et orchestre, opus 37, 1983
- Missa pro trecentesimo anno, opus 38, pour chœur mixte et orchestre, 1985
- Quatre interludes pour orgue, opus 38b, 1985
- Symphonie concertante pour quintette à vent et orchestre à cordes, opus 40, 1986
- Suite pour guitare, opus 41, 1986
- Variations pour orgue, opus 42, 1986
- Concerto pour trompette et orchestre, opus 43, 1987
- Images de la Révolution, opus 44, 1988
- Sérénade pour flûte et quatuor à cordes, opus 45, 1988
- Les Illusions fanées (Émile Nelligan) pour chœur mixte, opus 46, 1988
- Poème pour orchestre à cordes, opus 47, 1989
- Petite Fanfare pour Lanaudière, opus 48, 1989
- Concerto pour ondes Martenot et orchestre, opus 49, 1990
- Quatuor à cordes no 2, opus 50, 1991
- Concerto pour flûte et orchestre, opus 51, 1991
- Le Tombeau de Nelligan, opus 52, 1992
- Le Prix (Yves Beauchemin), opus 53, opéra en un acte, 1992
- Scherzo pour quatuor à cordes, opus 54, 1992
- Symphonie no 4, opus 55, 1993
- Concerto pour guitare et orchestre à cordes, opus 56, 1994
- Concerto pour trombone et orchestre, opus 57, 1994
- Sonate pour violon et piano, opus 58, 1996
- Fantaisie pour piano, opus 59, 1996
- Sonate pour treize instruments, opus 60, 1996
- Concerto pour marimba, vibraphone et cordes, opus 61, 1997
- Sérénade Héroïque pour cor et orchestre, opus 62, 1998
- Sonate pour violoncelle et piano, opus 63, 1998
- Concerto pour piano no 2, opus 64, 2000
- Passage pour chœur mixte a cappella, opus 65, 2000
- Hear My Prayer, O Lord pour chœur mixte a cappella, opus 66, 2000
- Fantaisie sur le nom de Bach pour flûte seule, opus 67, 2001
- Fanfare pour Lanaudière pour 3 trompettes, 4 cors, 3 trombones et 1 tuba, 2001
- Fanfare pour une fête pour 4 trompettes, 4 cors, 4 trombones et tuba, 2001
- Fantaisie sur « Un bon matin » pour 3 flûtes et orchestre à cordes, 2001
- Concerto pour orgue, opus 68, 2001
- Triple Concerto pour violon, violoncelle, piano et orchestre, opus 69, 2001
- Impromptu pour piano, opus 70, 2003
- Sextuor à cordes, opus 71, 2004
- Concerto pour hautbois, cor anglais et orchestre, opus 72, 2004
- Trio pour clarinette, violoncelle et piano, opus 73, 2004
- Variations concertantes, opus 74, 2005
- Concerto pour alto, opus 75, 2007
- Légendes, opus 76, 2007
- Concerto pour deux guitares et orchestre, opus 77, 2007
- Sur les rives du Saint-Maurice, opus 78, 2008
- Variations sur un thème de Mozart pour trois pianos et orchestre, opus 79, 2008
- Intermezzo, opus 80, 2009
- Symphonie no 5, opus 81, 2009
- Trio pour hautbois, violon et piano, opus 82, 2009

## Honneurs
- 1961 - Prix d'Europe
- 1961 - Premier Prix en composition du Conservatoire de Montréal
- 1961-62 - Bourse du Conseil des Arts du Canada
- 1978 - Prix Lynch-Staunton
- 1989 - Membre de la Société royale du Canada
- 2001- Officier de l'Ordre du Canada
- 2007 - Officier de l'Ordre national du Québec